# 萬燈籠
『萬燈籠』（まんどろ）は、人間椅子の17枚目のオリジナルアルバム。

## 概要
和嶋慎治いわく、タイトルは津軽地方の方言で「まんまるの」を表す言葉「まんどろ」に漢字を当てたもの。また、アルバムのコンセプトは「実体があると思い込んでいるものは幻想に過ぎない」だという。
レコーディングは「オズフェスト・ジャパン 2013」に出演した直後に開始された。オズフェスト出演の影響で「元々やりたかった本当にロックなものをやろうっていう意識が働いた」（和嶋）ことで、音楽的に前作以上にハードでエクストリームな内容になっている。

## 収録曲
| 全編曲: 人間椅子。 |                          |          |                                  |      |
| #                  | タイトル                 | 作詞     | 作曲                             | 時間 |
| 1.                 | 「此岸御詠歌」           | 和嶋慎治 | 和嶋慎治                         | 2:28 |
| 2.                 | 「黒百合日記」           | 和嶋慎治 | 和嶋慎治                         | 7:04 |
| 3.                 | 「地獄変」               | 和嶋慎治 | 鈴木研一                         | 5:14 |
| 4.                 | 「桜爛漫」               | 和嶋慎治 | 和嶋慎治                         | 5:40 |
| 5.                 | 「ねぷたのもんどりこ」   | 鈴木研一 | 鈴木研一                         | 3:13 |
| 6.                 | 「新調きゅらきゅきゅ節」 | 和嶋慎治 | 和嶋慎治                         | 3:32 |
| 7.                 | 「猫じゃ猫じゃ」         | 和嶋慎治 | 鈴木研一                         | 4:37 |
| 8.                 | 「蜘蛛の糸」             | 和嶋慎治 | 和嶋慎治、鈴木研一、ナカジマノブ | 3:59 |
| 9.                 | 「十三世紀の花嫁」       | 和嶋慎治 | 和嶋慎治                         | 6:42 |
| 10.                | 「月のモナリザ」         | 和嶋慎治 | 鈴木研一                         | 5:26 |
| 11.                | 「時間からの影」         | 和嶋慎治 | 和嶋慎治                         | 4:27 |
| 12.                | 「人生万歳」             | 和嶋慎治 | 鈴木研一                         | 3:58 |
| 13.                | 「衛星になった男」       | 和嶋慎治 | 和嶋慎治                         | 6:12 |

## 演奏者
- 和嶋慎治 - ギター、ボーカル
- 鈴木研一 - ベース、ボーカル
- ナカジマノブ - ドラムス、ボーカル